# Preimskirche

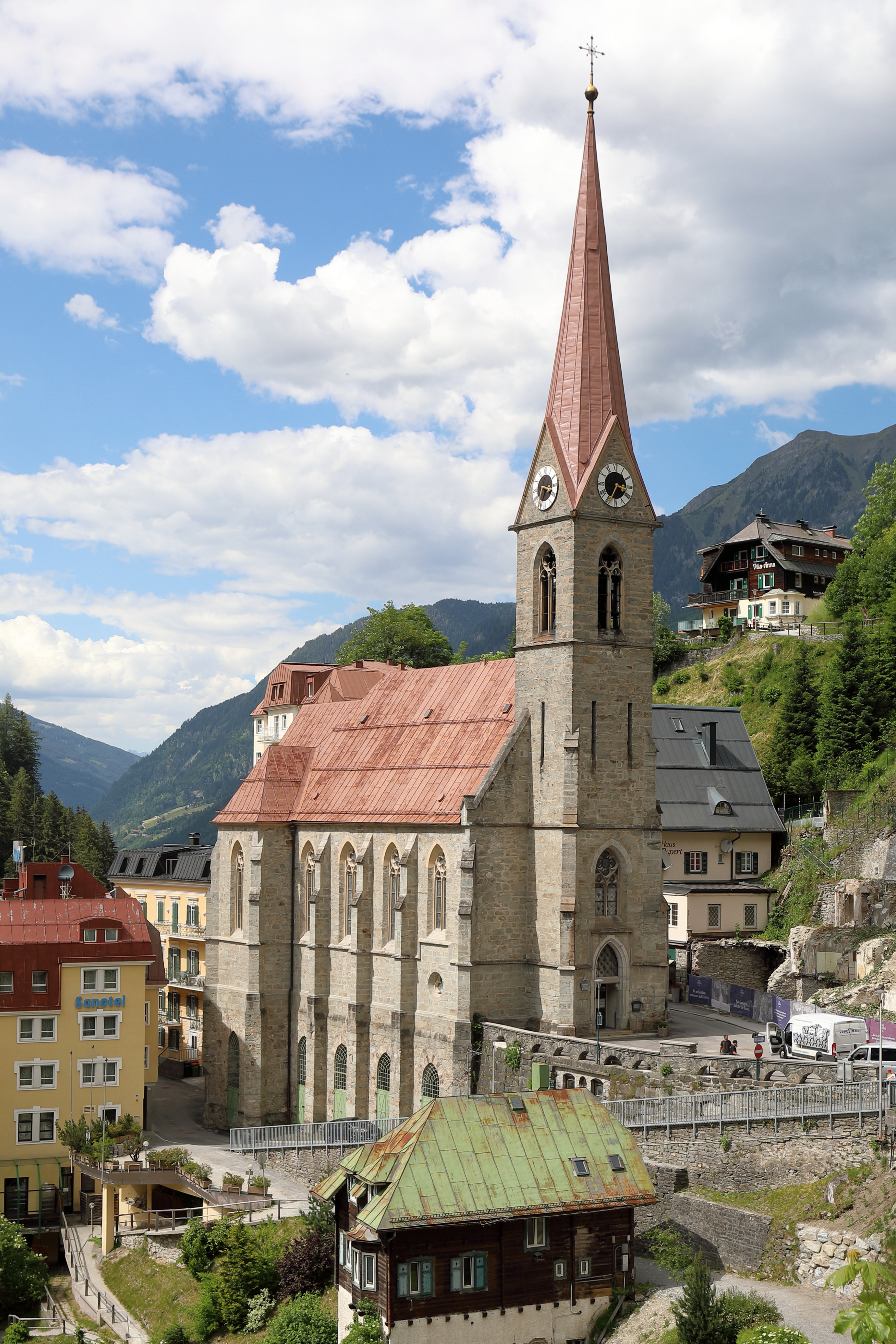
Pfarrkirche hll. Primus und Felizian in Bad Gastein

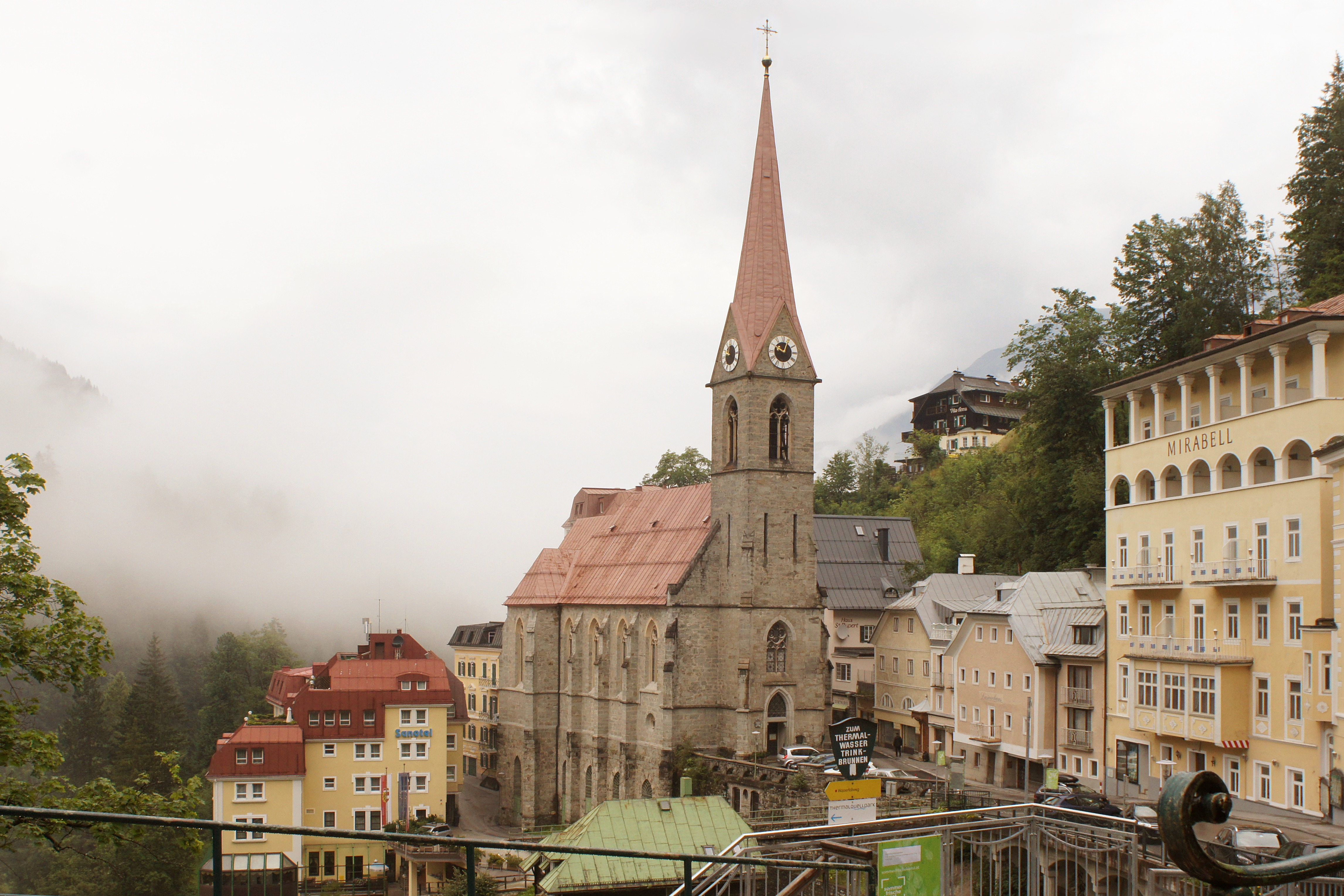
Pfarrkirche Bad Gastein

Die Pfarrkirche Hll. Primus und Felizian ist eine römisch-katholische Pfarrkirche in Bad Gastein im Land Salzburg und steht unter Denkmalschutz (Listeneintrag).

## Lage
Die Kirche steht oberhalb der Gasteiner Ache auf einem gefährlichen Rutschhang, dessen Instabilität immer wieder zu schweren Bauschäden führt. Bedingt durch diese Schwierigkeiten mit der Hanglage wurde das Kirchengebäude im Laufe der Jahrhunderte mehrmals neu errichtet.

## Geschichte

### Pfarrgeschichte
Die Benennung als Preimskirche ist die lokale deutsche Form für Primuskirche und nimmt damit Bezug auf das Patrozinium der Brüder und Heiligen Primus und Felizian.
Die Kirche wurde 1333 erstmals schriftlich bezeugt. Sie löste 1639 die Gasteiner Nikolauskirche als Seelsorgekirche ab.

### Vorgängerbauten
Eine Vorläuferkapelle wurde angeblich im Jahr 1122 zu einem Kirchengebäude erweitert. Im Jahr 1613 schilderte ein Visitationsbericht den kritischen Zustand des damaligen Kirchengebäudes und rechnete mit einem baldigen Einsturz, wenn nicht sofort Abhilfe geschähe. Es folgten Überlegungen, ob auf einen Wiederaufbau überhaupt verzichtet werden sollte. Am 26. April 1620 entschieden sich die zuständigen Stellen jedoch für einen Neubau, und zwar mit der Begründung, dass die Nikolauskirche für Gehbehinderte zu weit entfernt wäre und die Badegäste wegen des „sehr rauschenden Wasserfalls“ deren Glocken nicht hören und deshalb die Gottesdienste versäumen würden. Während des Neubaus der Preimskirche diente den gehbehinderten Badegästen die Hauskapelle in der Straubingerhütte (heute Hotel Straubinger) als provisorischer Ersatz.
Das Kirchengebäude, das in den Jahren 1636 bis 1639 am gleichen Platz neu aufgebaut wurde, musste wegen schwerer Schäden bereits wieder 1659, 1673 und 1699 repariert werden. 1706 war eine Kirchweihe.
Von 1720 bis 1723 wurde die Kirche nach den Plänen von Oswald Stuelebmer neu erbaut, nachdem drei Viertel aller Mauern des alten Gebäudes abgerissen worden waren. Der neue Kirchenbau war nur 22 Meter lang und 10 Meter breit und damit nicht viel größer als die umliegenden Häuser. Das bestätigt auch ein Kostenvergleich mit dem 1725 fertiggestellten Vikariatshaus, das mit 1.509 Gulden nicht viel weniger als Kirche mit 2.088 Gulden kostete. Das Kirchengebäude aus den 1720er-Jahren wurde im Jahr 1858 geschlossen.

### Aktuelles Kirchengebäude
1866 war die Grundsteinlegung für eine neue Kirche nach den Plänen von Bezirksingenieur Pieschel. Die Bauausführung oblag Jakob Ceconi. 1876 wurde die Kirche geweiht. Renovierungen der Kirche erfolgten von 1953 bis 1954 und im Jahr 1974.
Die Hangbewegungen am Graukogel resultieren auch heutzutage in Statikproblemen. Im März 2023 wurde die Kirche auf unbestimmte Zeit gesperrt, da Risse im Mauerwerk festgestellt wurden.

## Preimskirche
Der neugotische Kirchenbau ist nach Norden ausgerichtet, hat eine südliche Turmfassade, steht an der östlichen Tallehne mit talseitigen Stützmauern und ist unterkellert. Der steinsichtige Quaderbau hat ein einschiffiges Langhaus und einen Chor mit Fünfachtelschluss unter einem Satteldach. Außen ist die Kirche mit abgestuften Strebepfeilern und einem Kaffgesims und spitzbogigen Maßwerkfenstern gegliedert. Die südliche Turmfassade hat zum Turm flankierende Strebepfeiler und ein abgefastes Spitzbogenportal. Der Turm mit einer kreuzrippengewölbten Turmhalle hat 4 Geschoße, ist mit 4 Gesimsen gegliedert, hat spitzbogige Maßwerkfenster und schließt mit Dreiecksgiebeln mit Spitzhelm. Im Nordosten ist ein zweigeschoßiger Sakristeianbau. Zwei Glasgemälde der Kirche schuf 1953 Josef Widmoser.

## Einrichtung

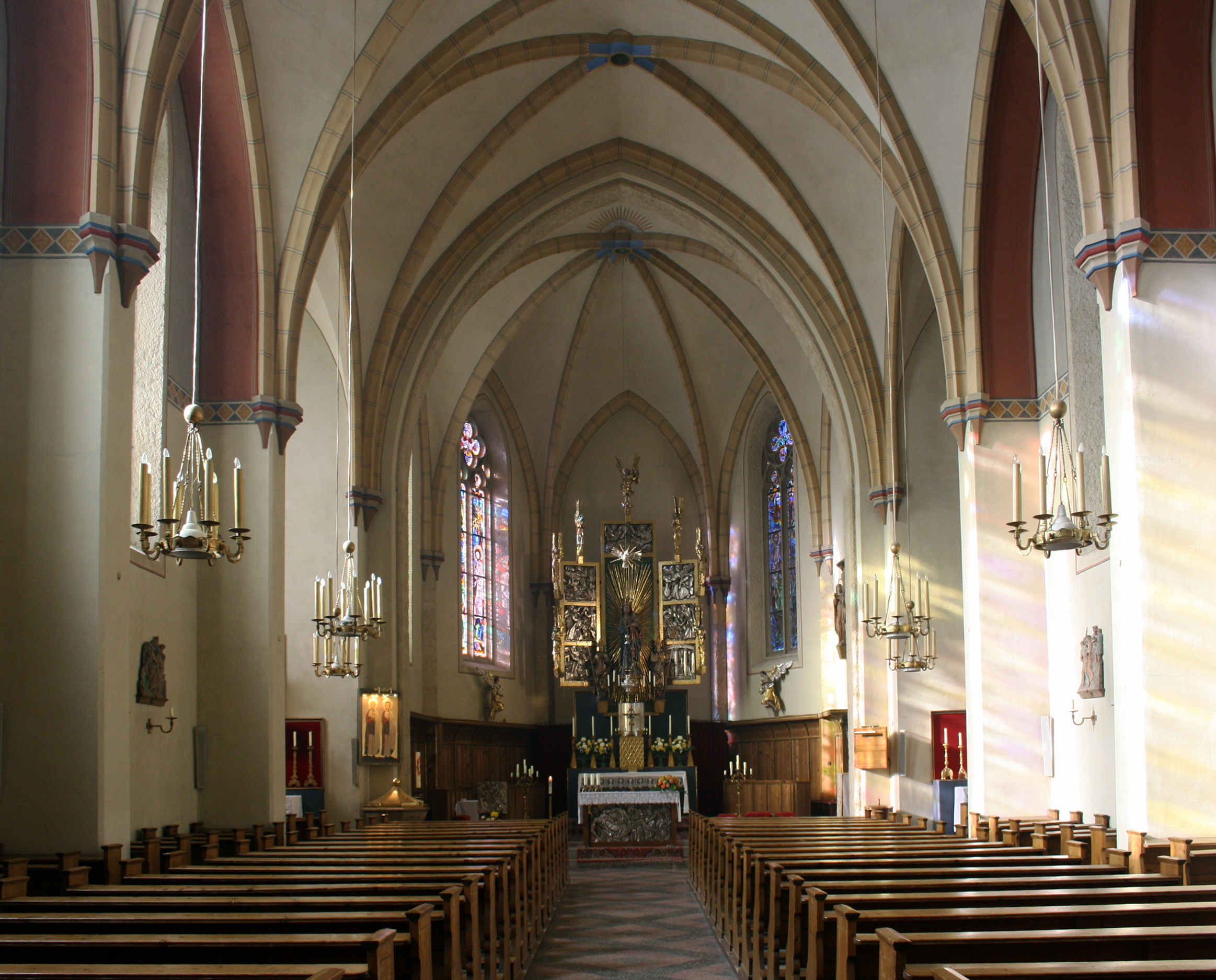
Innenraum

Den Hochaltar baute 1953 der Bildhauer Jakob Adlhart. Er trägt zentral eine gotische Madonna mit Strahlenkranz aus der Zeit um 1490, ehemals situiert in der Wallfahrtskirche Maria Bühel, und seitlich die barocken Konsolfiguren der Hll. Virgil und Rupert. Die zwei reliefierten Flügel schuf 1953 Jakob Adlhart mit Szenen des Martyriums der Hll. Primus und Felizian, links mit Primus am Wasserfall, Geißelung, Tod im Kolosseum, rechts mit Felizian mit Wasserkrug, Entdeckung der Heilquelle durch einen Hirsch, Grabeskirche Santo Stefano Rotondo der Heiligen in Rom. Den Volksaltar mit reliefierter Vorderansicht schuf 1980 ebenfalls Jakob Adlhart. Die Seitenaltäre tragen links die Figur Schmerzensmann um 1710, Meinrad Guggenbichler zugeschrieben, und rechts eine Konsolfigur hl. Josef aus der 1. Hälfte des 18. Jahrhunderts. Kanzel und Orgel sind im neugotischen Stil der Bauzeit. Unter der Empore steht eine barocke Figur hl. Judas Thaddäus von 1750. Im Chor steht eine neugotische Kreuzigungsgruppe. In der Turmhalle hängt ein Bild, eine Kopie aus 1846, mit der Ursprungslegende von Badgastein.
Die Orgel baute 1874 Matthäus Mauracher (sen.).